# Điện mặt trời Gelex Ninh Thuận
Điện mặt trời Gelex Ninh Thuận, tên hành chính dự án là Trang trại điện mặt trời Gelex Ninh Thuận, là nhà máy điện mặt trời xây dựng trên vùng đất xã Phước Dinh, huyện Thuận Nam, tỉnh Ninh Thuận, Việt Nam.
Điện mặt trời Gelex Ninh Thuận có công suất lắp máy 50 MWp, sản lượng điện năng hàng năm hơn 82 triệu kWh, khởi công tháng 6/2018, hoàn thành tháng 6/2019 . Dự án có tổng diện tích làm việc 70 ha.